# Porocyphus kenmorensis
Porocyphus kenmorensis är en lavart som först beskrevs av Holl ex Nyl., och fick sitt nu gällande namn av Henssen. Porocyphus kenmorensis ingår i släktet Porocyphus och familjen Lichinaceae.  Arten är reproducerande i Sverige. Inga underarter finns listade i Catalogue of Life.